# Ampelisca dalmatina
Ampelisca dalmatina är en kräftdjursart. Ampelisca dalmatina ingår i släktet Ampelisca och familjen Ampeliscidae. Inga underarter finns listade i Catalogue of Life.